# Speedway Ekstraliga (2010)
Ekstraliga żużlowa 2010 – jedenasty, od czasu uruchomienia Ekstraligi i 63. w historii, sezon rozgrywek najwyższego szczebla o drużynowe mistrzostwo Polski na żużlu. Tytułu mistrza Polski z sezonu 2009 broniła drużyna Falubaz Zielona Góra, która wygrała finałowy pojedynek z obrońcą tytułu Unibax Toruń. Do ekstraligi powróciła Unia Tarnów.

## Terminarz
| [ 1 ] | BYD   | CZE   | GOR   | LES   | TAR   | TOR   | WRO   | ZIE   |
| ----- | ----- | ----- | ----- | ----- | ----- | ----- | ----- | ----- |
| BYD   | x     | 51:39 | 42:48 | 39:51 | 39:51 | 58:32 | 39:51 | 44:46 |
| CZE   | 44:43 | x     | 41:49 | 35:55 | 38:28 | 41:49 | 47:43 | 39:51 |
| GOR   | 63:27 | 51:39 | x     | 47:43 | 57:32 | 55:35 | 57:33 | 49:39 |
| LES   | 62:28 | 60:30 | 58:32 | x     | 58:32 | 63:27 | 60:30 | 58:32 |
| TAR   | 45:39 | 51:39 | 43:46 | 39:51 | x     | 49:41 | 46:44 | 50:28 |
| TOR   | 51:39 | 60:30 | 43:47 | 51:39 | 64:26 | x     | 52:38 | 47:42 |
| WRO   | 48:42 | 55:35 | 45:45 | 35:54 | 59:31 | 39:51 | x     | 51:39 |
| ZIE   | 61:29 | 54:46 | 50:40 | 39:51 | 51:39 | 58:32 | 43:47 | x     |

## Tabela
| Poz. | Klub                      | Pkt. | Z  | R | P  | Bon | +/-  |
| ---- | ------------------------- | ---- | -- | - | -- | --- | ---- |
| 1    | Unia Leszno               | 31   | 12 | 0 | 2  | 7   | +267 |
| 2    | Caelum Stal Gorzów        | 28   | 11 | 1 | 2  | 5   | +116 |
| 3    | Unibax Toruń              | 19   | 8  | 0 | 6  | 3   | +11  |
| 4    | Betard WTS Wrocław        | 17   | 6  | 1 | 7  | 4   | -23  |
| 5    | Falubaz Zielona Góra      | 17   | 7  | 0 | 7  | 3   | +21  |
| 6    | Tauron Azoty Tarnów       | 12   | 5  | 0 | 9  | 2   | -110 |
| 7    | Polonia Bydgoszcz         | 8    | 3  | 0 | 11 | 2   | -115 |
| 8    | CKM Włókniarz Częstochowa | 6    | 3  | 0 | 11 | 0   | -167 |

### Play-off

#### Ćwierćfinały
| Ćwierćfinał Miejsca 1-6 |        | Unia Leszno 1. miejsce po rundzie zasadniczej        | 96:84 | Tauron Azoty Tarnów 6. miejsce po rundzie zasadniczej  |
| ----------------------- | ------ | ---------------------------------------------------- | ----- | ------------------------------------------------------ |
| Ćwierćfinał Miejsca 1-6 | 19 sie | Tauron Azoty Tarnów                                  | 46:44 | Unia Leszno                                            |
| Ćwierćfinał Miejsca 1-6 | 22 sie | Unia Leszno                                          | 52:38 | Tauron Azoty Tarnów                                    |
| Ćwierćfinał Miejsca 1-6 |        | Caelum Stal Gorzów 2. miejsce po rundzie zasadniczej | 86:93 | Falubaz Zielona Góra 5. miejsce po rundzie zasadniczej |
| Ćwierćfinał Miejsca 1-6 | 15 sie | Falubaz Zielona Góra                                 | 47:43 | Caelum Stal Gorzów                                     |
| Ćwierćfinał Miejsca 1-6 | 22 sie | Caelum Stal Gorzów                                   | 43:46 | Falubaz Zielona Góra                                   |
| Ćwierćfinał Miejsca 1-6 |        | Unibax Toruń 3. miejsce po rundzie zasadniczej       | 93:87 | Betard WTS Wrocław 4. miejsce po rundzie zasadniczej   |
| Ćwierćfinał Miejsca 1-6 | 15 sie | Betard WTS Wrocław                                   | 52:38 | Unibax Toruń                                           |
| Ćwierćfinał Miejsca 1-6 | 25 sie | Unibax Toruń                                         | 55:35 | Betard WTS Wrocław                                     |

#### Półfinały
| Półfinał Miejsca 1-4 |        | Falubaz Zielona Góra | 91:83  | Betard WTS Wrocław   |
| -------------------- | ------ | -------------------- | ------ | -------------------- |
| Półfinał Miejsca 1-4 | 8 wrz  | Falubaz Zielona Góra | 46:38  | Betard WTS Wrocław   |
| Półfinał Miejsca 1-4 | 12 wrz | Betard WTS Wrocław   | 45:45  | Falubaz Zielona Góra |
| Półfinał Miejsca 1-4 |        | Unibax Toruń         | 77:103 | Unia Leszno          |
| Półfinał Miejsca 1-4 | 5 wrz  | Unibax Toruń         | 46:44  | Unia Leszno          |
| Półfinał Miejsca 1-4 | 12 wrz | Unia Leszno          | 59:31  | Unibax Toruń         |

#### Finał
| Finał Miejsca 1-2 |        | Falubaz Zielona Góra | 66:90 | Unia Leszno          |
| ----------------- | ------ | -------------------- | ----- | -------------------- |
| Finał Miejsca 1-2 | 19 wrz | Falubaz Zielona Góra | 39:51 | Unia Leszno          |
| Finał Miejsca 1-2 | 26 wrz | Unia Leszno          | 39:27 | Falubaz Zielona Góra |

#### Mecz o 3. miejsce
| Miejsca 3-4 |        | Unibax Toruń       | 90:90 | Betard WTS Wrocław |
| ----------- | ------ | ------------------ | ----- | ------------------ |
| Miejsca 3-4 | 19 wrz | Betard WTS Wrocław | 47:43 | Unibax Toruń       |
| Miejsca 3-4 | 26 wrz | Unibax Toruń       | 47:43 | Betard WTS Wrocław |